# Anopheles albimanus
Anopheles albimanus es una especie de mosquito, de la familia Culicidae.

## Distribución
A. albimanus se encuentra en Antigua y Barbuda, Bahamas, Barbados, Belice, Brasil, islas Caimán, Colombia, Costa Rica, Cuba, república Dominicana, Ecuador, El Salvador, Guatemala, Haití, Honduras, Jamaica, México, Nicaragua, Panamá, islas Turcas y Caicos, Perú, Puerto Rico, Surinam, Estados Unidos, Uruguay, Venezuela y las islas Vírgenes.

## Ciclo vital
Las larvas de esta especie vive en una amplia gama de hábitat de agua dulce permanentes, sin embargo son tolerantes a las aguas salobres. Viven en sitios que contienen cantidades abundantes de vegetación flotante y emergente, pueden vivir en las algas flotantes y espuma, es común que su hábitat sea en agua turbia de los pantanos.
En las zonas urbanas, deposita las larvas en una amplia variedad de recipientes artificiales, pozos, cisternas, cubas y fuentes.

## Importancia médica
Está considerado un vector de la malaria.